# ملت ریتم جنت جکسون ۱۸۱۴
ملتِ ریتمِ جنت جکسون ۱۸۱۴معروف به ملتِ ریتم (انگلیسی: Janet Jackson's Rhythm Nation 1814 or popularized as Rhythm Nation) چهارمین آلبوم استودیویی جنت جکسون، خواننده و ترانه‌سرای آمریکایی است که در ۱۹ سپتامبر ۱۹۸۹ توسط ای-اند-ام رکوردز منتشر شد. اگرچه مدیران ناشر خواهان مطالبی مشابه آلبوم قبلی او، کنترل (۱۹۸۶) بودند، جکسون اصرار داشت که یک آلبوم مفهومی ایجاد کند که به مسائل اجتماعی بپردازد.
او با همکاری ترانه‌سراها و تهیه‌کنندگان موسیقی، جیمی جم و تری لوئیس، از تراژدی‌های مختلفی که از طریق رسانه‌های خبری گزارش می‌شد، الهام گرفت و علاوه‌بر موضوعات عاشقانه، نژادپرستی، فقر و سوءمصرف مواد را بررسی کرد. اگرچه مفهوم اصلی آن از یک آرمان‌شهر اجتماعی-سیاسی با واکنش‌های متفاوتی مواجه شد، اما ترکیب آن مورد تحسین منتقدان قرار گرفت. جکسون، به‌دلیل اشعار آگاهانۀ اجتماعی خود به‌عنوان یک الگو برای جوانان در نظر گرفته شد.
آهنگ‌ها از ریتم‌های رقص مکانیزه گرفته تا تصنیف ملایم را در بر می‌گیرند که به آن در قالب‌های مختلف رادیویی جذابیت می‌بخشد. این تنها آلبوم در تاریخ چارت ۱۰۰ تک‌آهنگ داغ بیلبورد آمریکا است که هفت تک‌آهنگ تجاری اوج خود را در بین پنج جایگاه برتر دارد. همچنین این اولین آلبومی است که در سه سال تقویمی مجزا موفق به‌تولید آهنگ‌های شماره یک جدول شده است.